# Vladimir Beara
Vladimir Beara (* 2. listopadu 1928, Zelovo u Sinje – 11. srpna 2014 Split) byl jugoslávský fotbalový brankář. Byl známý pod přezdívkou Balerina s čeličnim šakama (Baletka s ocelovými pěstmi). Narodil se srbským rodičům Jakovovi a Mariji ve vesnici Zelovo Sutinsko nedaleko Sinje v dnešním Chorvatsku. Měl dva bratry jménem Ljubo a Sveto. Podle splitského novináře Zdravka Reiće se Beara při státních sčítáních lidu prohlašoval za Chorvata.
Od roku 1947 chytal za Hajduk Split, v roce 1955 přestoupil do CZ Bělehrad. Celkově získal sedm ligových titulů. Za reprezentaci Jugoslávie odehrál 59 zápasů, na MS 1950 byl náhradníkem, ale na MS 1954 a MS 1958 odchytal všechny zápasy (v obou případech Jugoslávci postoupili do čtvrtfinále). Zúčastnil se také olympiády v Helsinkách, kde přispěl k zisku stříbrných medailí. Kariéru ukončil v německém klubu Alemannia Aachen. Po ukončení kariéry působil jako trenér, mj. vedl kamerunskou reprezentaci.
Když Lev Jašin přebíral v roce 1963 Zlatý míč, prohlásil, že to bude asi nějaký omyl, protože nejlepším brankářem na světě je přece Vladimir Beara.